# Giorgio VII d'Imerezia
Giorgio VII di Imerezia, in georgiano გიორგი VII? (... – Kutaisi, 22 febbraio 1720), è stato re d'Imerezia (1707–11, 1712–13, 1713–16 e 1719–1720).
Nelle biografie è talvolta indicato come Giorgio VI dal momento che Giorgio III Gurieli, che regnò come Giorgio IV d'Imerezia dal 1681 al 1683, è spesso omesso dall'elenco dei re d'Imerezia.

## Biografia
Figlio illegittimo di Alessandro IV d'Imerezia, Giorgio venne dichiarato, con l'approvazione del governo ottomano, legittimo sovrano d'Imerezia dal partito lealista dei nobili locali nel 1702, anche se non poté vestire tale corona sino al 1707 strappandola all'usurpatore Giorgi-Malakia Abashidze (Giorgio VI). Nell'ottobre del 1711, una rivolta nobiliare lo depose in favore di Mamia III Gurieli che costrinse Giorgio a ritirarsi in Cartalia, Georgia orientale. Successivamente, col supporto del pascià turco di Akhaltsikhe, sconfisse Mamia nella Battaglia di Chkhara nel giugno del 1712. Deposto nuovamente nel novembre del 1713, Giorgio riprese il trono alla morte di Mamia nel gennaio del 1714 solo per essere forzato poi nel 1716 dai nobili ribelli guidati dal principe Bejan Dadiani ad esiliarsi a Costantinopoli. Giorgio riuscì a riottenere il supporto ottomano e riprese la sua corona nel 1719, ma morì nel febbraio del 1720 quando venne assassinato da dei cospiratori guidati dal principe Simone Abashidze.

## Famiglia
Giorgio VII si sposò quattro volte. La sua prima moglie fu Rodam, figlia di Giorgio XI di Cartalia che sposò nel 1703 e dalla quale divorziò nel 1712. Giorgio quindi si risposò con Tamar, una delle figlie di Giorgi-Malakia Abashidze, ex-moglie del principe Giorgio Nizharadze, unione ripudiata nel 1713 (ella sposerà in terze notte il principe Merab Tsulukidze nel 1714). Fu sposato per breve tempo con Tamar, figlia di Papuna II, duca di acha, sino alla di lei morte nel 1714. Nel 1716 si risposò con l'ultima moglie, Tamar Kochibrola (m. 1742), figlia di Mamia III Gurieli.
Giorgio VII fu padre di quattro maschi e quattro femmine:
- Alessandro V d'Imerezia (1703–1752), nato da Rodam di Cartalia; re d'Imerezia (1720–1741, 1741–1746, 1749–1749).
- Mamuka d'Imerezia (m. 1769), nato da Rodam, re d'Imerezia (1746–1749).
- Principessa Tamar (fl. 1735), nata da Rodam, sposò il principe David Abashide.
- Principessa Tuta (fl. 1738), nata da Rodam, sposò il principe Papuna Chichua.
- Una figlia di cui non ci è giunto il nome (fl. 1735), nata da Rodam, sposò Mamuka, principe di Mukhrani.
- Giorgio IX d'Imerezia (1718–1778), nato da Tamar Gurieli; re d'Imerezia (1741).
- Principessa Ana (fl. 1726), nata da Tamar Gurieli, sposò Zaal, Eristavi di Guria.
- Principe Rostom (fl. 1746), nato da Tamar Gurieli.